# Bridge (ontwerppatroon)

Klassediagram van het patroon

Het bridge-patroon is een ontwerppatroon gebruikt in de software engineering.
De bedoeling van het bridge patroon is om de abstractie en de implementatie los te koppelen van elkaar zodanig dat de twee onafhankelijk van elkaar kunnen variëren.
"decouple an abstraction from its implementation so that the two can vary independently" 
De bridge maakt gebruik van inkapseling, aggregatie, en kan gebruikmaken van overerving om de afzonderlijke taken in verschillende klassen onder te brengen. Het patroon is bruikbaar wanneer beide klassen veel veranderen. De klasse zelf kan gezien worden als een abstractie en wat de klasse kan doen als een implementatie.
Een variant hierop is dat de implementatie nog meer ontkoppeld wordt door aanwezigheid van de implementatie uit te stellen tot het punt waar de abstractie wordt gebruikt.